# Fujiwara no Toshinari
Fujiwara no Toshinari (en japonés 藤原俊成, 1114 - 29 de diciembre de 1204), o también Fujiwara no Shunzei, fue un poeta y cortesano japonés que vivió a finales de la era Heian y comienzos de la era Kamakura. Fue hijo del Gonchūnagon Fujiwara no Toshitada. Cuando su padre falleció en 1123 fue adoptado por el clan Himuro, y recibió el nombre de Himuro Akihiro (en japonés 葉室顕広); pero poco después volvió al clan Fujiwara y obtuvo el nombre de Toshinari. Fue el principal compilador de la antología imperial Senzai Wakashū.

## Biografía
Desde temprana edad comenzó a estudiar la poesía, siendo pupilo de Fujiwara no Mototoshi. En 1127 le fue conferido el título de Jugoi y fue nombrado gobernador de la provincia de Mimasaka, de la provincia de Kaga (1132), de la provincia de Tōtōmi (1137 y renombrado en 1142), de la provincia de Mikawa (1145) y de la provincia de Tango (1149). En 1150 fue promovido a Shōgoi y en 1151 a Jushii, luego a Sakyō Gondaibu en 1152, y promovido a Shōshii en 1157. Hacia 1161 se le confirió el título de Sakyō no Daibu (reasignado en 1166), en 1166 fue promovido a Jusanmi, en 1167 como Shōsanmi y en 1168 como Ukyō no Daibu. En 1170 fue nombrado como Kōgō Gūdaibu, o chambelán de la Emperatriz Kōgō Fujiwara no Kinshi, esposa del Emperador Go-Shirakawa. En 1175 renunció a sus cargos como cortesano y en 1176 se convirtió en un monje budista, tomando el nombre de Shakua (en japonés 釈阿). Fallecería en 1204 a la edad de 91 años.

## Obra

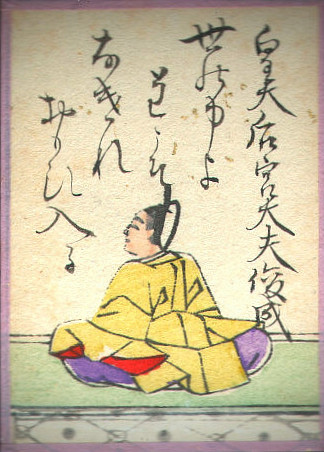
Fujiwara no Toshinari, en el Ogura Hyakunin Isshu.

Perteneció a una familia de poetas y escritores dentro del clan Fujiwara. Fue conocido por sus estilos innovadores dentro de la poesía waka e hizo un bosquejo de la recién llegada y traducida poesía china de la Dinastía Tang.
Como crítico literario, dio críticas positivas al Genji Monogatari. Entre los 30 y 40 años fue especialmente conocido por sus críticas poéticas y por su participación como juez en los concursos de waka, en donde él tenía preferencia a los poemas que mostraran el estilo yūgen (considerado su favorito y uno de los diez estilos orotodxos de poesía, enfocado en la transmisión de emociones románticas con toques de nostalgia y pena). Según su hijo Fujiwara no Teika, el estilo de Toshinari fue considerado como disciplinado, determinadamente sensitivo y emocional.
A pesar de que Toshinari era un cortesano de baja categoría, el Emperador Go-Shirakawa tenía gran estima en sus habilidades como poeta. Cuando ya Toshinari se había convertido en un monje, en 1183 el Emperador Go-Shirakawa le encargó a él la compilación de la antología imperial Senzai Wakashū. La aparición de poemas en una antología era considerado un gran honor para el autor de cada poema, sin embargo, en el momento de su compilación el país estaba bajo una guerra civil (Guerras Genpei) y algunos poetas debieron arriesgar su vida para pedir a Toshinari que los incluyese. En el Heike Monogatari, se relata que Taira no Tadanori debió adentrarse a territorio enemigo, en donde vivía Toshinari, y le pidió que incluyese algunos poemas de su autoría, luego escapó por su cuenta sin ser aprehendido. Toshinari decidió incluirlo pero como anónimo.
Entre sus obras se encuentran los libros de poesía Korai Fūteishō (古来風体抄?) una crítica hecha entre 1197 y 1201, el Toshinari-dono Waji Sōjō (俊成卿和字奏状?) y el Kokin Mondō (古今問答?). Entre las antologías selectas de poemas están el Toshinari Sanjūrokkanin Utaawase (俊成三十六人歌合?); como colecciones personales de poemas están el Chōjūeisō (長秋詠藻?) en tres volúmenes y el Toshinari Kashū (俊成家集?). Además es considerado como uno de los miembros del Rokkashū y uno de sus poemas está incluido en la antología Ogura Hyakunin Isshu.
Su hijo, Fujiwara no Teika, le sucedería como poeta y alcanzaría un rango mayor como cortesano que su padre. Una de sus nietas, Fujiwara no Toshinari no Musume, también sobresalió como poetisa, hasta inclusive surgiría una rivalidad artística entre ambos.